# Логвиненко, Михаил Семёнович
Михаил Семёнович Логвиненко (1921—2002) — украинский и советский литературовед, публицист, журналист, литературный критик, филолог. Кандидат филологических наук (1961).

## Биография
В 1939 году окончил среднюю школу. Поступил на работу в районную газету «Степные зори». Там же опубликовал своё первое стихотворение.
Участник Великой Отечественной войны. Воевал рядовым артиллеристом, под конец войны — помощник начальника штаба артиллерии 162-го артиллерийского полка 70-й армии. Освобождал Украину, Белоруссию, страны Восточной Европы, брал Берлин.
После окончания войны в 1949 году окончил Высшую партийную школу в Киеве, в 1953 году — Киевский педагогический институт.
Работал в Днепропетровской областной газете «Зоря», затем до 1950 года возглавлял отдел литературы газеты «Молодь України» («Молодежь Украины»), в 1950—1957 годах — заместитель редактора газеты «Радянське Поділля» («Советское Подолье», Хмельницкий), в 1957—1971 годах — заместитель ответственного редактора «Рабочей газеты», в 1971—1984 годах — старший научный сотрудник Института литературы АН УССР (Киев).
Умер в Киеве от тяжёлой болезни.

## Творчество
Автор ряда творческих портретов украинских писателей, в частности, П. Тычины, А. Малышко, Н. Бажана, О. Гончара, В. Дрозда, П. Усенко, Ю. Збанацкого, Ф. Макивчука, А. Ильченко, А. Жолдака и других.
Из-под пера литератора вышло более 800 критических отзывов о творческих работах писателей Украины, ближнего и дальнего зарубежья.

## Избранные публикации
- «До останнього патрона» (2003)
- Микола Островський — художник слова. 1956;
- Публіцистика Миколи Островського. 1959;
- Правда і характер. Думки про сучасну прозу. 1962;
- Прапороносець епохи. Образ комуніста в українській радянській літературі. 1963;
- Література і наука. 1965;
- Людина в суспільстві і літературі. 1969;
- Натан Рибак. 1972;
- Художник у сучасному світі. 1973;
- Романи Вадима Собка. 1978;
- Вірність прапору і серцю. 1981 (все — Киев).

## Награды
- Орден Отечественной войны II степени (дважды),
- Орден Красной Звезды,
- медали СССР